# Europameisterschaft im Segelfliegen 1996
Die 8. Europameisterschaft im Segelfliegen 1996 fand im Juni 1996 statt. Sie wurde im finnischen Räyskälä ausgetragen.
Im Einzelnen wurden folgende Ergebnisse erzielt.

## Standardklasse – Gesamtwertung
| Platz | Land | Sportler              | Punkte | Flugzeugtyp |
| ----- | ---- | --------------------- | ------ | ----------- |
| 1     | GER  | Erwin Ziegler (Aalen) | 9382   | LS8         |
| 2     |      | N.N.                  |        |             |
| 3     |      | N.N.                  |        |             |
| -     | -    | -                     | -      | -           |
| 7     | GER  | Holger Karow          |        | Discus      |

Den elften und letzten Wertungstag gewann Stepanek aus Tschechien mit einer Geschwindigkeit von 118,38 km/h in einer Discus. Ziegler belegte hier mit der LS8 bei 113,47 km/h den sechsten Rang.

## Rennklasse – Gesamtwertung
| Platz | Land | Sportler                  | Punkte | Flugzeugtyp |
| ----- | ---- | ------------------------- | ------ | ----------- |
| 1     | GER  | Michael Grund (Böblingen) | 9732   |             |
| 2     |      | N.N.                      |        |             |
| 3     |      | N.N.                      |        |             |

Den elften und letzten Wertungstag gewann Frederic Hoyeau aus Frankreich mit einer Geschwindigkeit von 121,81 km/h in einer Ventus. Platz zwei belegte hier der Landauer Theisinger mit der ASW 27 bei einer Geschwindigkeit von 121,70 km/h.

## Offene Klasse – Gesamtwertung
| Platz | Land | Sportler                | Punkte | Flugzeugtyp |
| ----- | ---- | ----------------------- | ------ | ----------- |
| 1     | POL  | Janusz Centka           | 10481  | ASW 22BL    |
| 2     | GER  | Holger Back (Weilheim)  | 10331  | Nimbus      |
| 3     | DEN  | Jan Andersen            | 10242  |             |
| -     | -    | -                       | -      | -           |
| 7     | GER  | Uli Schwenk (Münsinger) | 9541   | ASW 22BL    |

Den elften und letzten Wertungstag gewann Centka aus Polen mit einer Geschwindigkeit von 116,29 km/h in einer ASW 22BL. Der deutsche Gesamtzweite Back belegte hier mit der Nimbus bei einer Geschwindigkeit von 115,81 km/h den vierten Rang, Schwenk wurde Zehnter.

## Quelle
- „Ergebnisse“, Sport-Bild vom 19. Juni 1996, S. 70